# Galeria QQ

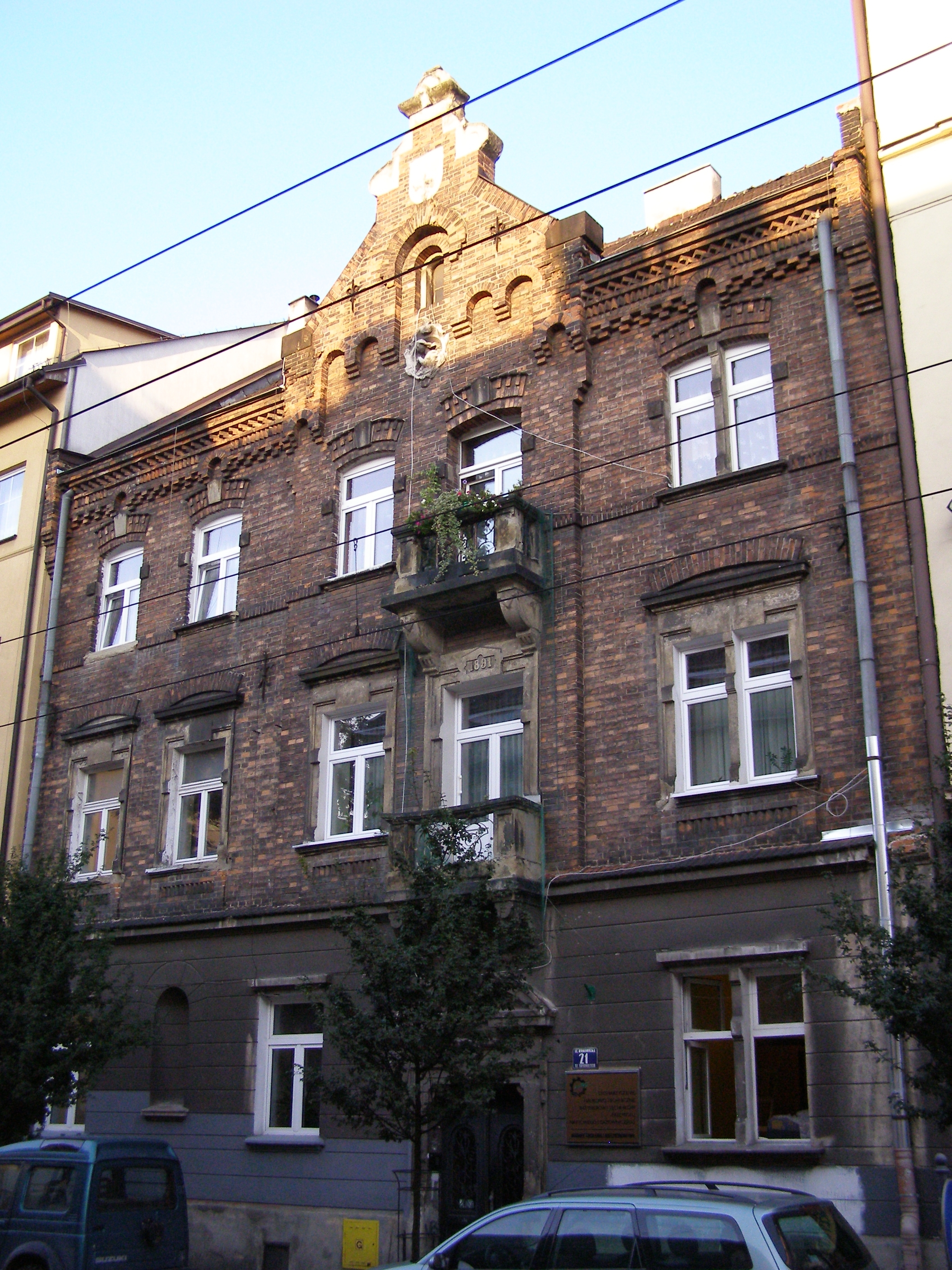
Kamienica przy ul. Rakowickiej 21 w Krakowie – pierwotna lokalizacja Galerii QQ (2010)

Galeria QQ – polska niekomercyjna galeria sztuki współczesnej, założona w 1988 roku w Krakowie. Działalność galerii QQ istotnie wpłynęła na rozwinięcie się polskiego nurtu instalacyjno-performacyjnego.

## Historia i charakterystyka
Galeria powstała dzięki inicjatywie trojga studentów: Łukasza Guzka, Cezarego Woźniaka (kończyli wówczas historię sztuki na UJ) i Krzysztofa Klimka (kończył malarstwo na ASP). Pierwotnie ulokowana była w piwnicy budynku przy ul. Rakowickiej 21, w którym mieszkał Woźniak (w 1992 roku zakończył współpracę z galerią). W 1994 roku została przeniesiona na strych prywatnego domu Guzka przy ul. Mehoffera 2. Na początku XXI w. kontynuacją działalności galerii była strona spam.art.pl.
Program galerii QQ obejmował przede wszystkim działania performance oraz wystawianie instalacji. Wywodził się z konceptualizmu – kierunku popularnego w polskiej awangardzie od lat 70. Skupiano się głównie na sztuce, która bazowała na czasie lub była związana z charakterystyką danego miejsca. Wszystkie wydarzenia dokumentowano, m.in. na taśmach wideo i fotografiach. W ramach galerii funkcjonowało wydawnictwo QQ Press, które corocznie publikowało zbiór tekstów teoretycznych podsumowujących minione wydarzenia i wystawy. W galerii gościli m.in.: Marcin Berdyszak, Brian Connolly, Oskar Dawicki, Władysław Kaźmierczak, Paweł Kwaśniewski, Alastair MacLennan, Maria Anna Potocka, Józef Robakowski, Jan Rylke, Łukasz Skąpski, Jan Świdziński, Artur Tajber, Piotr Wyrzykowski.
Chociaż galeria powstała niedługo przed zmianą ustroju w Polsce, to jej założenie nie było, według Guzka, działaniem politycznym. Po 1989 roku nie podejmowano współpracy z żadną instytucją kultury i nie starano się o dotacje – cała aktywność była finansowana ze środków prywatnych.